# Eugeni II de Constantinoble
Eugeni II de Constantinoble (en grec Ευγένιος Β') nat a Plòvdiv el 1780 i mort a Istanbul el 1822, va ser Patriarca Ecumènic de Constantinoble des de l'any 1821 al 1822. Abans de la seva elecció com a patriarca, era metropolità d'Anquíalos a Bulgària.
Eugeni era un dels arquebisbes que el sultà Mahmud II considerava un hostatge, junt amb el patriarca Gregori V de Constantinoble. El 10 d'abril del 1821, Gregori V de Constantinoble, va ser penjat pels otomans a la porta central de la seu Patriarcal. L'Arquebisbe Eugeni, que era a la presó en aquell moment, va ser elegit nou Patriarca i va prendre el nom Eugeni II de Constantinoble. Això va ser mal vist, perquè es va considerar que havia claudicat davant del sultà. El Sant Sínode li havia demanat que guanyés temps per veure si es podia salvar l'anterior patriarca Gregori V, però va demostrar una gran valentia quan va acceptar el càrrec. I també la Sublim Porta havia de tenir un substitut al patriarcat i penjar a Gregori com un monjo, per no tenir complicats conflictes diplomàtics.
El 10 d'abril de 1821, quan van penjar Gregori, Eugeni va estar fins a l'últim moment lluitant per conservar-li la vida. Va intentar salvar les despulles del patriarca i no se'n va sortir. Va posar-se malalt i després d'haver governat l'Església durant setze mesos, va morir d'un atac de cor el mes de juliol de 1822.